# Godfried van Steynemolen
Godfried van Steynemolen (Mechelen, 1540 - Zemst, 1609) was een Mechelse kunstschilder en glazenier die lid was van de notabele Mechelse familie Van Steynemolen. Al in zijn tienerjaren was hij als kunstenaar actief in en rond de Spaanse stad Tortosa. Later zou in zijn thuisland voornamelijk bestuurlijke functies uitoefenen.

## Familie
Godfried was een van zeker twee zonen van Peter van Steynemolen (1510-1558) en Magdalena van Elewyt. Peter was - net als zijn zoon later - een Mechelse kunstenaar, hij was immers glazenier. Later werd hij de deken van de Mechelse schildersgilde. Heel wat familieleden van Godfried waren ook buiten Mechelen actief. Zo was zijn nonkel Jan van Steynemolen (†1562) als goudsmid actief in Rome. Zijn neef Matthijs was goudsmid in Venetië en zijn neef Corneel was goudsmid in dienst van de hertog van Ferrara. Ook na zijn terugkeer zou deze familietraditie van het uitsturen van familieleden zich voortzetten: zijn neef Silvestre de Estanmolin was later als schilder actief in het Spaanse Zaragoza.

## Kunstenaar
Peter bracht naar alle waarschijnlijkheid zijn zoon Godfried van jongs af aan de glazeniers- en schildersstiel bij. Als tiener stuurde hij zijn zoon, zoals heel wat andere familieleden dit deden, naar het buitenland. In het geval van Godfried was dit Tortosa, in het uiterste zuiden van Catalonië. In het jaar 1556 – kort na het aantreden van koning Filips II van Spanje – werd hij aldaar voor het eerst vermeld. Hij was toen waarschijnlijk nog net geen 16 jaar oud. Spaanse aktes vermelden hem als Godofred de Estanimola, maar ook als Godofred d'Esteminola.

### Zelfstandige periode (1556-1557)

#### 1556
De jonge Godfried had als tiener van buitenlandse komaf geen reputatie en moest dus onderaan de ladder beginnen. Op 23 januari 1556 tekende hij voor de eerste maal een contract, namelijk met het Sint-Claraklooster in Tortosa. Hij moest een altaarretabel gewijd aan Onze-Lieve-Vrouw van de Rozenkrans maken. Het hoofdstuk van het werk was een gebeeldhouwde sculptuur, verder bestond het uit drie niveaus en had het een predella. Godfried kreeg hiervoor een bedrag van 35 Barcelonese lliures (pond). Dit is op zich niet echt een hoog bedrag, maar de kosten van het schilderij werden – volgens een document van 8 mei 1556 – wel voor de volle honderd procent gedekt door een anoniem devoot persoon.
Nog in datzelfde jaar realiseerde hij twee kleine opdrachten in de Kathedraal van Tortosa. Hij moest het glasraam schilderen van de Sint-Pieterskapel binnenin de kathedraal en tevens moest hij een crucifix schilderen in de kapittelzaal.

#### 1557
Op 9 februari 1557 haalde hij opnieuw een grotere opdracht binnen. Hij sloot een overeenkomst met het Sint-Franciscusklooster van de franciscanen van Tortosa. De opdracht bestond uit het maken van een retabel gewijd aan Onbevlekte Ontvangenis van Maria. In dit contract trad Godfried voor het eerst op tezamen met twee schildersknechten, hij had dus toch al stappen voorwaarts gemaakt. In het contract werden heel wat specificaties van het werk opgenomen.
- Het hoofdstuk van het werk moest – net als zijn werk in het Sint-Claraklooster – gebeeldhouwd worden.
- Het retabel zelf bestond al, zij het zonder de schilderijen. Godfried moest dit geheel tezamen met zijn twee helpers eerst op de definitieve locatie plaatsen alvorens aan de werken te beginnen
- Het thema van het kunstwerk waren de Zeven Vreugden van Maria, waaronder de Kroning van Maria.
- Godfried en zijn ploeg kregen vier maanden de tijd om het werk af te werken, nadat ze eerst het stuk verplaatst hadden.

Voorts is geweten dat de franciscanen 38 Barcelonese ponden aan Godfried betaalden voor het werk. Dit is alweer een relatief laag bedrag, maar de kloosterbewoners betaalden wel de kosten voor onder andere het bladgoud dat in het werk gebruikt werd. Ook werden Godfried en zijn helpers gedurende de verschillende maanden dat ze aan de slag waren volledig vergoed voor de onkosten van hun levensonderhoud. Het bedrag was dus weer vrij laag, maar dat werd dus opnieuw gecompenseerd doordat hij bijna geen kosten had voor de grondstoffen of voor zijn levensonderhoud. De termijn waarbinnen het voltooid moest zijn werd voldaan en Godfried werd betaald op 31 augustus 1557. 

### Samenwerking met Desí (1558-1560)
De ondertussen bijna 18-jarige Godfried had de voorbije twee jaren wel enkele opdrachten gekregen, maar dit waren vooral werken met geen al te hoge betaling. Hij had in die periode in Tortosa uiteraard al wel een zekere reputatie uitgebouwd en hij besliste om samen te gaan werken met de lokale schilder Joan Desí. Ze werkten voor een eerste maal samen in februari 1558 en zouden daarna altijd tezamen opdrachten aannemen. 

#### 1558
Hun eerste gezamenlijke opdracht werd contractueel vastgelegd op 8 februari 1558. Ze moesten een altaarstuk maken gewijd aan les Ànimes (Allerzielen). Dit werk was bestemd als hoofdstuk van de kerk van het stadje Calaceite. Dit was ook de eerste maal de Godfried buiten Tortosa optrad, Calaceite ligt immers zo'n zestig kilometer verder in het binnenland. Het schilderij moest verschillende zaken bevatten, waaronder de heilige Gregorius, een piëta, het Laatste Oordeel, het vagevuur en de hel. De betaling bedroeg slechts 50 Barcelonese ponden voor hen beiden. Het leven als lokale kunstenaar in Tortosa was er toen een van genoeg verdienen om rond te komen, maar weinig meer dan dat. Tortosa was dan ook een stad die op het vlak van kunst weinig belang kende; wat de vraag doet reizen waarom hij überhaupt daarheen trok. Mogelijk moesten hij en Desí dus uitwijken naar Calaceite omdat er in Tortosa amper opdrachten waren. Het is onduidelijk wat er met het werk gebeurd is, aangezien het niet meer in de kerk hangt. De ondertekening van dit document door Godfried laat overigens een nogal verwarde indruk achter:
Ick Godefroy van Steynemole, kenne, in teken dat ick i diet ick bekenne
Vermoedelijk werd iets in de aard van "Ick Godefroy van Steynemole, kenne, in teken dat ick diet bekenne" bedoeld. Wel was het in 1558 als 18-jarige zeker niet evident om goed te schrijven. Vermoedelijk had Godfried ook al meer dan twee jaar geen woord Nederlands meer gesproken of gehoord.

#### 1559
Op 3 juni 1559 tekenden Desí en van Steynemolen het contract voor hun belangrijkste opdracht. Het duo had toch al wat werken gedaan voor verschillende religieuze instellingen in de buurt en Godfried had ook al enkele kleinere werkjes gedaan in de kathedraal van Tortosa zelf. Nu mocht het duo een retabel maken dat in de Kathedraal van Tortosa zou gehangen worden. Ze sloten voorschreven overeenkomst met Francisca Santjust, de weduwe van Joan Badia. Francisca Santjust had op 30 maart 1558 het patronaat van een kapel in deze kathedraal overgenomen van Onofre Oliver de Boteller (de eerste patroonhouder) en wilde nu dus een retabel om deze kapel op te fleuren. Deze kapel staat aan de zuidkant van de kathedraal en is vandaag gewijd aan Sant Ruf.
Het werk zelf moest een voorstelling zijn van de Maria-Visitatie. Op het predella stonden vijf beeltenissen: in het midden een piëta, rechts beeltenissen van Sint-Marcus en Sint-Bernardus, en links beeltenissen van Sint-Catharina van Siena en Sint-Marta. Het centrale deel van het altaarstuk had buiten de afbeelding van de Maria-Visitatie ook beeltenissen. Dit waren de lokale Sint-Eulalia en Sint-Eurosia langs rechts en de Spaanse martelaren Justa en Rufina langs links. In het midden was er nog een tweede luik, hierop stonden beeltenissen van Sint-Pieter (midden), paus Gregorius I (rechts) en bisschop Ambrosius van Milaan (links). Het bovenste paneel van het altaarstuk bestond ten slotte uit een afbeelding van een crucifix aan de voeten van de Maagd Maria, met nog beeltenissen van de heilige Johannes en de Heilige Geest.
De kunstenaars moest veel de kleuren blauw, wit en goud gebruiken en voor de rest beloofden ze het werk klaar te zullen hebben tegen Pasen van het jaar 1560. Ze kregen een betaling van 160 Barcelonese ponden, in verschillende termijnen. Op de dag van het afsluiten van het contract kregen ze er 60 om hun spullen te kopen. De overige honderd ponden werden betaald in drie termijnen, waaronder twee schijven tijdens hun werkperiode (9 oktober en 17 november 1559). Zonder de onkosten had iedere kunstenaar dus 50 Barcelonese ponden winst. Dit kunstwerk hing een kleine twee eeuwen in de kathedraal, in de jaren 1730 werd het weliswaar weggehaald omdat de voorschreven kapel vanaf dan gewijd werd aan Sant Ruf en een gebeeldhouwd altaarstuk kreeg van de hand van Isidre Espinalt.

#### 1560
Godfried was begin 1560 reeds vier jaar in Tortosa en naderde dus zijn twintigste levensjaar. Op 17 januari 1560 sloten Van Steynemolen en Desí een contract met de Broederschap van Sint-Antonius van de boeren. Ze moesten een houten, cilindervormig stuk maken waarin de broeders hun paaskaars konden plaatsen. Dit stuk moest langs buiten met schilderkunst versierd worden. Dit was een kleinere opdracht waar ze mogelijks thuis aan konden werken, na hun werkuren aan hun grote werk voor en in de kathedraal. Ze kregen een betaling van 18 Barcelonese ponden met daarbovenop een bedrag van 40 dukaten om hun kosten te dekken. Dit was dus een mooi meegenomen bijverdienste.
Op 10 maart 1560 was hun meesterwerk in de kathedraal, waar ze zo'n negen maanden aan gewerkt hadden, naar alle waarschijnlijkheid klaar. Op die datum werd immers het laatste deel van hun betaling afbetaald. Hierna stoppen ook abrupt alle vermeldingen van Godofre in Tortosa en omstreken. Godfried had de voorbije vier en half jaar gewerkt aan verschillende opdrachten in en rond Tortosa, maar er was gewoonweg geen groeimarge in deze kleine en voor de kunst onbelangrijke stad. De betalingen die hij ontving waren dan ook steeds vrij laag, net genoeg om rond te komen. Nadat hij het maximale in deze stad had bereikt, namelijk een groot retabel in de kathedraal, en ook daarvoor niet al te veel kreeg, besloot hij vermoedelijk dat het welletjes geweest waarna hij terugkeerde naar zijn thuisland. 

## Terug in het thuisland
Ergens rond het midden of het einde van het jaar 1560 kwam Godfried terug aan in zijn thuisland. Hij kwam terecht in Zemst, een dorp dat op een kleine afstand ten zuiden van de stad Mechelen ligt. Daar huwde hij in 1561 of begin 1562 met Anna van Meerstraeten. Zij behoorde net als hij tot de lokale elite, haar vader Roeland was immers meier van de tussen Zemst en Hombeek gelegen heerlijkheid Muijselwijck. Hij kreeg met Anna te Zemst vier kinderen:
- Jan van Steynemolen, trouwde met Catharina de Greve (alias Schrevens).
- Anna van Steynemolen, trouwde met Jan van Haeghmulder.
- Godfried van Steynemolen junior (ca. 1575-na 1626), trouwde met Maria Huens. Hij werd meier van Zemst.
- Margaretha van Steynemolen (ca. 1577-1647), trouwde met Christoffel De la Rue. Zij waren grote pachtboeren in Zemst, Margaretha werd in 1647 op 70-jarige leeftijd vermoord door een Duitse soldaat.

Godfried plaatste toen hij terug in het Mechelse was zijn schildersleven op een laag pitje, hij hield zich nog amper bezig met het uitvoeren van kunstopdrachten. Hij had wel heel wat aanzien en kon zich in Zemst geleidelijk aan opwerken. In het jaar 1573 werd hij vermeld als schepen aan de schepenbank van Zemst, hij zetelde dus in het bestuur van de heerlijkheid en had hij tegelijkertijd inspraak in de lokale rechtspraak. In 1581 werd hij, net als zijn vader zaliger ooit, deken van de schildersgilde van de stad Mechelen. Hij bleef dus ook in het Mechelse kunstenaarsmilieu een groot aanzien genieten. In 1583–84 trad hij dan weer op als jurylid uit de burgerij in de Mechelse magistratuur.
Zijn hoge positie in Mechelen zou niet lang duren, want in het jaar 1586 werd hij uit de stad Mechelen verbannen wegens opstandigheid tegenover de Spanjaarden. Hij mocht Mechelen gedurende 18 jaar niet meer binnen, tot in 1604. In het jaar 1609 overleed hij te Zemst op ongeveer 69-jarige leeftijd.